# Транзакційна NTFS
Транзакційна NTFS (TxF) — технологія у Windows Vista і наступних операційних системах, яка дозволяє проводити файлові операції на розділі з файловою системою NTFS за допомогою транзакцій, забезпечуючи підтримку семантики атомарності, узгодженості, ізольованості і надійності (ACID). Технологія дозволяє виробляти атомарні операції над файлом, над декількома файлами і над декількома джерелами даних, такими, як реєстр і бази даних. Технологія покликана підвищувати надійність створюваних додатків, сприяючи підтриманню цілісності даних, і спрощувати їх розробку, завдяки значному зменшенню кількості коду обробки помилок.
Однак Microsoft настійно не рекомендує розробникам використовувати TxF в додатках і попереджає, що технологія може бути недоступною в майбутніх версіях Microsoft Windows.

## Менеджер транзакцій
Менеджер транзакцій ядра (KTM) реалізує транзакційну NTFS і транзакційний реєстр (TxR). Для розробки додатків, що виконують транзакції з іншими ресурсами, необхідно розробити сервіс підтримки транзакцій, також званий менеджером ресурсів. Додатки COM+ повинні використовувати свій рідний менеджер транзакцій.
Менеджер транзакцій ядра може працювати безпосередньо з координатором розподілених транзакцій (DTC), що дає можливість додаткам, що працюють з DTC, об'єднувати транзакційні файлові операції з операціями інших діалогових технологій в одну транзакцію.

## Програмний інтерфейс
Типове використання транзакційної NTFS складається з наступних кроків:
- створення транзакції;
- отримання дескриптора файлу (всі операції з використанням даного дескриптора будуть транзакційними);
- внесення змін у файл або файли;
- закриття всіх файлових дескрипторів;
- підтвердження або відкат транзакції.

Для операцій, що працюють з дескрипторами, використовуються звичайні файлові функції Win32 API (наприклад, WriteFile). Для операцій, які використовують імена файлів, існують явні транзакційні функції.
| Транзакційна функція      | Нетранзакционный аналог | Опис                           |
| ------------------------- | ----------------------- | ------------------------------ |
| CreateTransaction         |                         | Створення транзакції           |
| CreateFileTransacted      | CreateFile              | Створення (відкриття) файлу    |
| CopyFileTransacted        | CopyFileEx              | Копіювання файлу               |
| MoveFileTransacted        | MoveFileWithProgress    | Переміщення файлу або каталогу |
| DeleteFileTransacted      | DeleteFile              | Видалення файлу                |
| CreateDirectoryTransacted | CreateDirectoryEx       | Створення каталогу             |
| RemoveDirectoryTransacted | RemoveDirectory         | Видалення каталогу             |
| RollbackTransaction       |                         | Відкат транзакції              |
| CommitTransaction         |                         | Фіксація транзакції            |

Іншим способом є використання TxF через DTC. Для цього необхідно:
- відкрити менеджер транзакцій (DTC), створити транзакцію;
- з інтерфейсу DTC ITransaction отримати інтерфейс IKernelTransaction;
- отримати дескриптор транзакції KTM і використовувати його в наступних транзакційних файлових операціях;
- підтвердити або відкотити транзакцію DTC.